# Retículo (pieza)

Retículo estadimétrico del anteojo de un teodolito

Diferentes modelos de retículo

Un retículo  es un conjunto de dos o más hilos cruzados o paralelos que se colocan superpuestos en el campo de visión de una mira u otro aparato óptico para precisar la visual o para efectuar mediciones estadimétricas o de telemetría.
Es una parte esencial de un teodolito, de un nivel topográfico o de un taquímetro, aunque también lo llevan otros aparatos ópticos como son: el visor telescópico de un fusil, ciertos tipos de lupa o de microscopio, etc.
El abad Picard, fue el primero en utilizar una mira telescópica equipada con un retículo.

## Cross hair
El Cross hair es un retículo que permite mejorar la precisión de un dispositivo óptico, insertando en el campo visual, una cruz única (o doble) de hilos que sirven de referencia para centrar la alineación o para medir algo.
Normalmente van situados dentro de un monocular u otro tipo de dispositivo (p.e., una lupa, un microscopio, unos prismáticos, etc.)
Una luz a ras de los hilos permite verlos iluminados en el campo de visión.
Dado que estos hilos deben ser muy delgados (para mejorar la precisión), y la óptica donde se montan tiende a ampliarlos, durante mucho tiempo se ha utilizado hilo de araña para fabricarlos; hoy día ya son sintéticos.
El pequeño visor que acompaña a un telescopio refractor en su movimiento en búsqueda de estrellas, conocido como buscador, incluye un retículo Cross hair para mejorar la precisión en el centrado del astro objeto.